# Shark Tank Brasil
Shark Tank Brasil: Negociando com Tubarões é um reality show de empreendedorismo produzido e exibido pelo Sony Channel desde 13 de outubro de 2016. O programa é uma versão da franquia japonesa Dragons' Den, lançada em 2001, e que ganhou destaque no ocidente com a versão estadunidense Shark Tank. As quatro primeiras temporadas foram reprisadas pela Band com um ano de diferença. A partir de 2022, o programa passou a ser exibido pela RedeTV!, após a aquisição dos direitos antes pertencentes à Band.
No programa, empreendedores apresentam suas empresas aos investidores, chamados de "tubarões", que podem ou não investir em troca de um percentual de participação no negócio.

## Descrição
A Sony Entertainment Television anunciou em 27 de junho de 2016 que começaria a produção da versão brasileira de Shark Tank e que estava com inscrições abertas aos empreendedores. O elenco de investidores para a primeira temporada foi confirmado posteriormente, em 6 de setembro de 2016, com as participações regulares de João Appolinário, Cristiana Arcangeli, Robinson Shiba e Sorocaba, tendo a quinta cadeira revezada entre Camila Farani e Carlos Wizard Martins.
O empreendedor deve apresentar o seu negócio aos tubarões para tentar adquirir investimentos e impulsionar o crescimento da empresa, em troca de uma participação percentual de um ou mais tubarões, que passarão a ser sócios. Os investidores não podem ofertar um valor em dinheiro menor do que o pedido pelo empreendedor, embora possam pedir um percentual maior ou menor da empresa.
Segundo a Sony, durante a primeira temporada mais de 6 milhões de reais foram investidos.
Para a segunda temporada, houve algumas mudanças no elenco. Foram promovidos como membros regulares Camila Farani e Caito Maia, enquanto que Carlos Wizard Martins e Sorocaba saíram da banca de tubarões. O programa também ganhou um apresentador: Erick Krominski. Além disso, alguns empresários tiveram aparições pontuais, como Luiza Trajano e Edgard Corona. A temporada teve estreia em 22 de junho de 2017. Nessa temporada, o valor investido foi de mais de 10 milhões de reais.
A terceira temporada, que iniciou no dia 17 de agosto de 2018, trouxe novamente a empresária Luiza Helena Trajano como convidada em um episódio apenas, além de manter os já investidores regulares da segunda temporada: Caito Maia, Camila Farani, Cristiana Arcangeli, João Appolinário, e Robinson Shiba.
Em 28 de junho de 2019, começou a quarta temporada, onde passou a fazer parte dos investidores regulares o empresário José Carlos Semenzato, substituindo o investidor Robinson Shiba.
Já a quinta temporada iniciou em 20 de novembro de 2020 e trouxe diversas mudanças entre os participantes. Saiu a investidora Cristiana Arcangeli e passou a fazer parte do time regular a investidora Carol Paiffer. Nesta temporada, ainda tivemos como investidores convidados a empresária Alexandra Baldeh Loras e o empresário Caio Castro.
No dia 30 de julho de 2021, é realizado o primeiro especial do programa “Melhores Momentos Shark Tank Brasil”, no qual são comemoradas as histórias mais marcantes dos empresários que passaram pelo programa nos últimos cinco anos. Cada episódio aborda um tema diferente, como negociações na indústria de alimentos, produtos inusitados, entre outros. Eles também contam com a presença de empresários que já participaram do programa, compartilhando sua experiência e como é o seu negócio hoje.
A sexta temporada estreou em 24 de setembro de 2021, agora apresentada por Luitha Miraglia. Apresenta três investidores convidados, incluindo Alexandra Loras, que não está mais desempenhando seu papel de tubarão. 
A sétima temporada estreou em 27 de novembro de 2022. O Sony Channel confirmou a produção em maio de 2022 e anunciou a abertura de inscrições para empreendedores que queiram participar do programa. Além da incorporação de Andra Chayo, sócio e diretor do Grupo HOPE Felipe Titto foi promovido para tempo integral.
Em janeiro de 2023, a Sony Chanel anunciou a renovação do programa para uma oitava temporada, que estreou em 3 de outubro de 2023. Apresentado pela primeira vez com a empresária, investidora e escritora Monique Evelle, o CEO e fundador da rede Petz, Sergio Zimerman, e Joel Jota, ex-nadador, coach, empresário e autor de livros.

## Tubarões
| TUBARÃO               | 1ªT (2016)  | 2ªT (2017) | 3ªT (2018) | 4ªT (2019) | 5ªT (2021) | 6ªT (2022) | 7ªT (2022)  | 8ªT (2023) | 9ªT (2024) |
| --------------------- | ----------- | ---------- | ---------- | ---------- | ---------- | ---------- | ----------- | ---------- | ---------- |
| Caito Maia            |             | FIXO       | FIXO       | FIXO       | FIXO       | FIXO       | Revezamento |            | Convidado  |
| Camila Farani         | Revezamento | FIXO       | FIXO       | FIXO       | FIXO       | FIXO       |             |            |            |
| Carlos Martins        | Revezamento |            |            |            |            |            |             |            |            |
| Carol Paiffer         |             |            |            |            | FIXO       | FIXO       | FIXO        | FIXO       | FIXO       |
| Cristiana Arcangeli   | FIXO        | FIXO       | FIXO       | FIXO       |            |            |             |            |            |
| Felipe Titto          |             |            |            |            |            |            | Revezamento |            |            |
| João Appolinário      | FIXO        | FIXO       | FIXO       | FIXO       | FIXO       | FIXO       | FIXO        | FIXO       |            |
| Joel Jota             |             |            |            |            |            |            |             | FIXO       |            |
| José Carlos Semenzato |             |            |            |            | FIXO       | FIXO       | FIXO        | FIXO       | FIXO       |
| Monique Evelle        |             |            |            |            |            |            |             | FIXO       | FIXO       |
| Robinson Shiba        | FIXO        | FIXO       | FIXO       | FIXO       |            |            |             |            |            |
| Sergio Zimerman       |             |            |            |            |            |            |             | FIXO       | FIXO       |
| Sorocaba              | FIXO        |            |            |            |            |            |             |            |            |
| Sandra Chayo          |             |            |            |            |            |            | FIXO        |            |            |